# 732-й вінницький ремонтний завод
732-й вінницький ремонтний завод — державне підприємство оборонно-промислового комплексу України, яке здійснює діагностику, ремонт і технічне обслуговування спеціальної автомобільної техніки радянського виробництва.

## Історія
Після відновлення незалежності України, завод було перепідпорядковано міністерству оборони України.
27 липня 1998 року завод було включено до переліку підприємств, які мають стратегічне значення для економіки та безпеки України.
В 1999 році завод було включено до переліку підприємств оборонно-промислового комплексу України, звільнених від сплати податку на землю (площа території заводу складала 20,24 га).
Після створення в 2005 році державного концерну «Техвоєнсервіс», завод було включено до його складу. 8 грудня 2006 року Кабінет Міністрів України прийняв постанову № 1696, за якою завод було виключено з переліку підприємств, які мають стратегічне значення для економіки й безпеки України.
В 2008 році завод був здатен виконувати ремонт:
- шнекороторного снігоочищувача Д-902 на базі «Урал-375»[1]
- аеродромної комбінованої поливочно-миючої машини АКПМ-3 на базі ЗІЛ-130[1]
- уніфікованого моторного підігрівача УМП-300/130 на базі ЗІЛ-131[1]
- електрогідроустановки ЭГУ-50/210 на базі ЗІЛ-131[1]
- електрогідроустановки ЭГУ-17/210 на базі ГАЗ-66[1]
- установки для перевірки гідросистеми УПГ-300[1]
- помивочно-нейтралізаційної машини 8Т-311 на базі ЗІЛ-131[1]
- теплової машини ТМ-59 на самохідному гусінному шасі Д-452 з двигунами ВК-14 й РД-45[1]
- уніфікованої газозарядної станції УГЗС-М на базі ЗІЛ-131[1]
- уніфікованого підігрівача двигуна УПМ-350 на базі ЗІЛ-131[1]
- повітрозаправника 5Л-94 на шасі 2-ПН-4[1]
- теплової ожеледної машини ТМГ-3А на базі «Урал-375»[1]
- широкороторного снігоочищувача ДЕ-226 на базі «Урал-4320»[1]

В серпні 2010 року депутати Вінницької міської ради прийняли рішення: в 2011 і 2012 роках звільнити завод від податку на землю в зв'язку з його скрутним економічним становищем, а адміністрація заводу натомість передала в комунальну власність відомчий дитячий садок заводу. 9 вересня 2010 року будівля дитячого садка № 78 була передана до комунальної власності.
Після створення в грудні 2010 року державного концерну «Укроборонпром», в 2011 році завод було включено до його складу.
Станом на початок 2013 року, завод практично не працював, основним джерелом прибутку була орендна платня (потужності й територію 732-го заводу орендували 23 структури).
5 березня 2013 року було оголошено про намір уряду України об'єднати 45-й експериментальний механічний завод і 732-й завод, що викликало занепокоєння робітників 732-го заводу
7 червня 2013 року було підписано меморандум про співробітництво між ДК «Укроборонпром», адміністрацією заводу, Вінницької державної обласної адміністрації й Вінницькою міською радою, відповідно до якого з метою прискорення реструктуризації підприємств міністерства оборони прийнято рішення щодо об'єднання двох державних підприємств: 45-го експериментального механічного заводу й 732-го заводу.
Підприємство освоїло виробництво продукції цивільного призначення — сміттєвозу МСК-323